# Маршал Бразилии
Маршал Бразилии (порт. Marechal Do Brasil) — высшее воинское звание в Сухопутных войсках и в ВВС Вооружённых сил Бразилии. Соответствует званию «Адмирал» в ВМС Бразилии. 

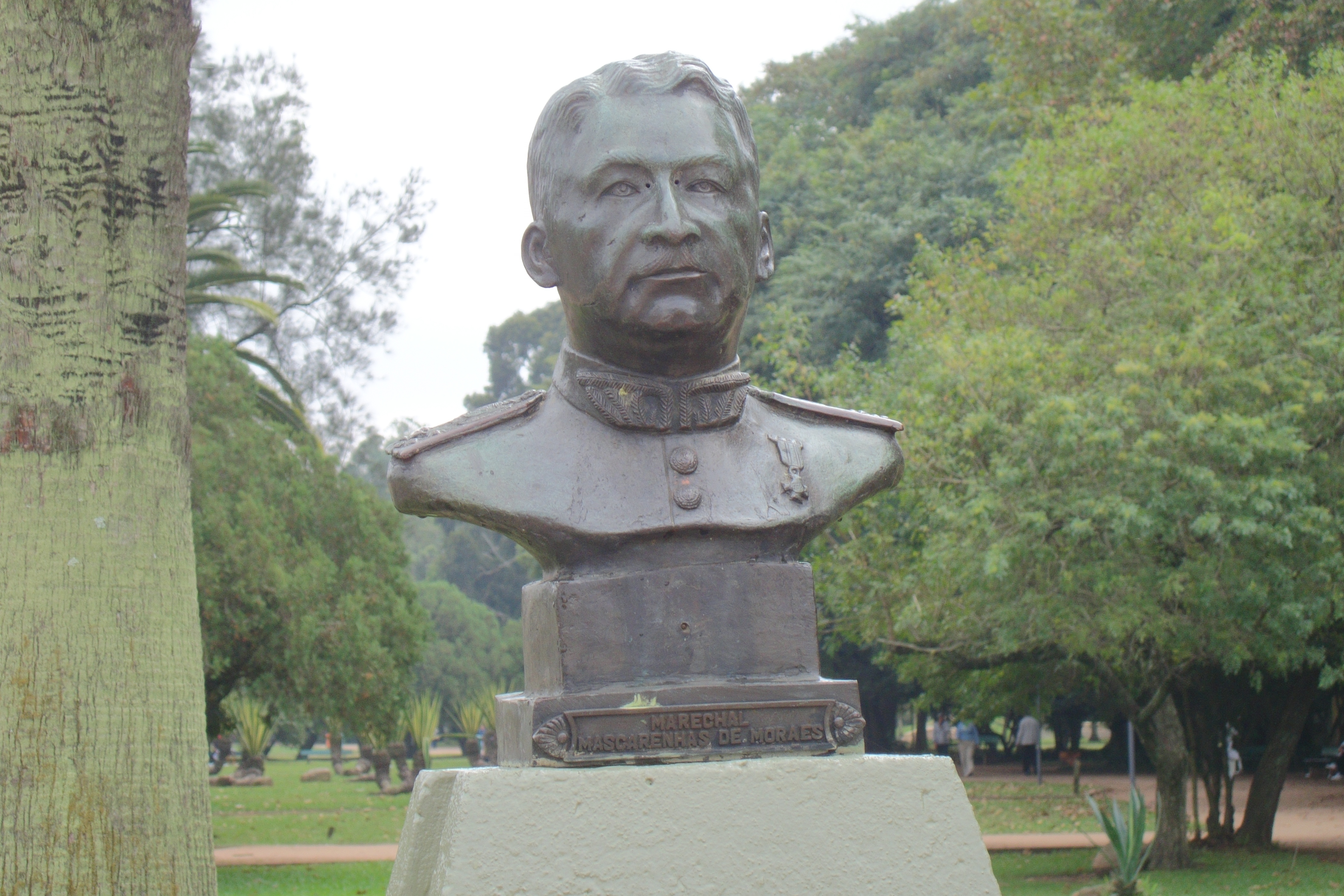
Жуан Батиста Маскареньяш де Мораиш — один из носителей данного звания (1946 год).

Следует за званиями «Генерал армии» (порт. General de exército) и «Лейтенант-бригадир» (порт. Tenente-brigadeiro do ar) и является высшим званием для военнослужащих Сухопутных войск и Военно-воздушных сил.

## История
До структурной реформы 1967 года в бразильской армии генералы армии (имеющие четыре звезды) при увольнении в запас автоматически повышались в «пятизвёздочный» ранг. С реформой было установлено, что повышение генерала армии до маршала будет только в случае войны, что привело к отмене присвоений звания маршала сухопутных войск в мирное время. Однако те, кому до этой реформы присвоили звание маршала, носили эти звания на прежних условиях до конца своей жизни. Последний из ныне живущих маршалов бразильской армии, маршал Вальдемар Леви Кардозу, скончался в мае 2009 года.
Во времена Бразильской империи (между 1822 и 1889 годами) ранг, касающийся армии, назывался Маршал армии (порт. Marechal-do-exército), который был переименован в его более короткий нынешний аналог с приходом Республики после 1889 года.
Во второй половине 20-го века учредили звание Маршала авиации (порт. Marechal-do-ar) — оно было присвоено всего трём военачальникам ВВС (один из них Эдуарду Гомеш, звание присвоено 11 ноября 1955 года).
Хотя, как упоминалось выше, во второй половине 20-го века в рядах Вооружённых сил существовало большое количество маршалов, последним действующим маршалом в бразильской армии (т.е. занимавшим должность командующего Сухопутными войсками) был маршал Маскареньяш де Мораиш, занимавший должность командующего Бразильскими экспедиционными силами, специального корпуса, собранного для борьбы бок о бок с союзными войсками на Средиземноморском театре Второй мировой войны. Маршал Маскареньяш де Мораиш носил указанную должность и звание до конца своей жизни (таким образом, до 1968 года, когда он умер) в результате распоряжения Национального конгресса от 1946 года, который назвал эту должность и звание пожизненными почетными в форме действующих войск.
Некоторые маршалы становились Президентами Бразилии, особенно в годы, последовавшие за установлением Республики в 1889 году, а также между государственным переворотом в Бразилии в 1964 году и восстановлением демократии в 1984/1985 годах. Достойными упоминания являются маршалы Мануэл Деодору да Фонсека и Флориану Виейра Пейшоту (после установления Республики) и маршалы Умберту ди Аленкар Кастелу Бранку и Артур да Коста-и-Силва (после государственного переворота). Всего звание Маршала Сухопутных войск присвоили 63 раза.

## Галерея

Погон Маршала Сухопутных войск
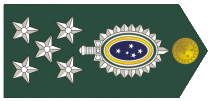
Второй вариант погона Сухопутных войск
Пгон Маршала ВВС
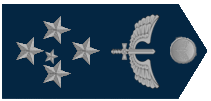
Второй вариант погона ВВС